# Alexander Dennis Enviro500
Alexander Dennis Enviro500 — двухэтажный автобус особо большой вместимости производства Alexander Dennis, предназначенный для эксплуатации в странах с левосторонним движением. Пришёл на смену автобусу Dennis Trident 3.

## Первое поколение (2002—2014)
Автобус Dennis Enviro500 изначально назывался Trident E500, поскольку он представлял собой модернизацию предшественника Dennis Trident 3. Автобус оснащался дизельными двигателями внутреннего сгорания Cummins, которые соответствовали стандартам Евро-3, Евро-4 и Евро-5. Трансмиссии — 4-ступенчатая Voith DIWA 864.5, 5-ступенчатая ZF5HP602, а также 6-ступенчатые ZF6HP602 и Allison B500R. Автобусы на шасси Volvo B9TL оснащались дизельным двигателем внутреннего сгорания Volvo D9A/D9B.
В 2007 году длина автобуса была увеличена до 12800 мм, а в 2008 году был произведён укороченный вариант до 11300 мм.
В конце 2008 года был произведён гибридный автобус Enviro500H.
Начиная с 2012 года, был налажен серийный выпуск второго поколения автобусов Alexander Dennis Enviro500, однако производство автобусов первого поколения завершилось в 2014 году.

## Второе поколение (2012—настоящее время)
Современная версия автобуса Alexander Dennis Enviro500 производится с 2012 года под индексом Enviro500 MMC. Шасси получили индексы Trident E500 Turbo и E50D/E50H. Двигатель Volvo был вытеснен двигателем Mercedes-Benz OM936.